# Holoșînți, Pidvolociîsk
Holoșînți (în ucraineană Голошинці) este un sat în comuna Nove Selo din raionul Pidvolociîsk, regiunea Ternopil, Ucraina.

## Demografie
Componența lingvistică a localității Holoșînți
     Ucraineană (99,42%)
     Alte limbi (0,58%)
Conform recensământului din 2001, majoritatea populației localității Holoșînți era vorbitoare de ucraineană (99,42%), existând în minoritate și vorbitori de alte limbi.